# Marquis Residences
Marquis es un rascacielos situado en Miami, Florida, Estados Unidos. Está localizado en el noreste del Downtown, y forma parte del Biscayne Wall, una serie de rascacielos visible desde la Bahía Vizcaína a lo largo del lado oeste de Biscayne Boulevard. Fue coronado en marzo de 2008. La torre tiene 700 pies (213 m) de altura y 67 plantas, que le hacen el edificio con más plantas de Miami. El edificio es actualmente el tercer edificio más alto de Miami y Florida, detrás del Four Seasons Hotel Miami y el Southeast Financial Center. Es también el edificio residencial más alto de la ciudad y el estado. Marquis está situado en Biscayne Boulevard, al otro lado del Bicentennial Park (Museum Park 2013) entre la Calle 11 Noreste y la Calle 12 en el norte del downtown, al lado de la estación de Metromover de la Calle 11. 
Las plantas 1-3 son usadas por comercios y el hotel. Las plantas 5-14 se usan para aparcamiento, habitaciones y servicios del hotel, y las plantas 15-67 contienen unidades residenciales. Es uno de los edificios más caros del downtown, con el precio de algunas unidades por encima de $ 7.000.000.

## Galería

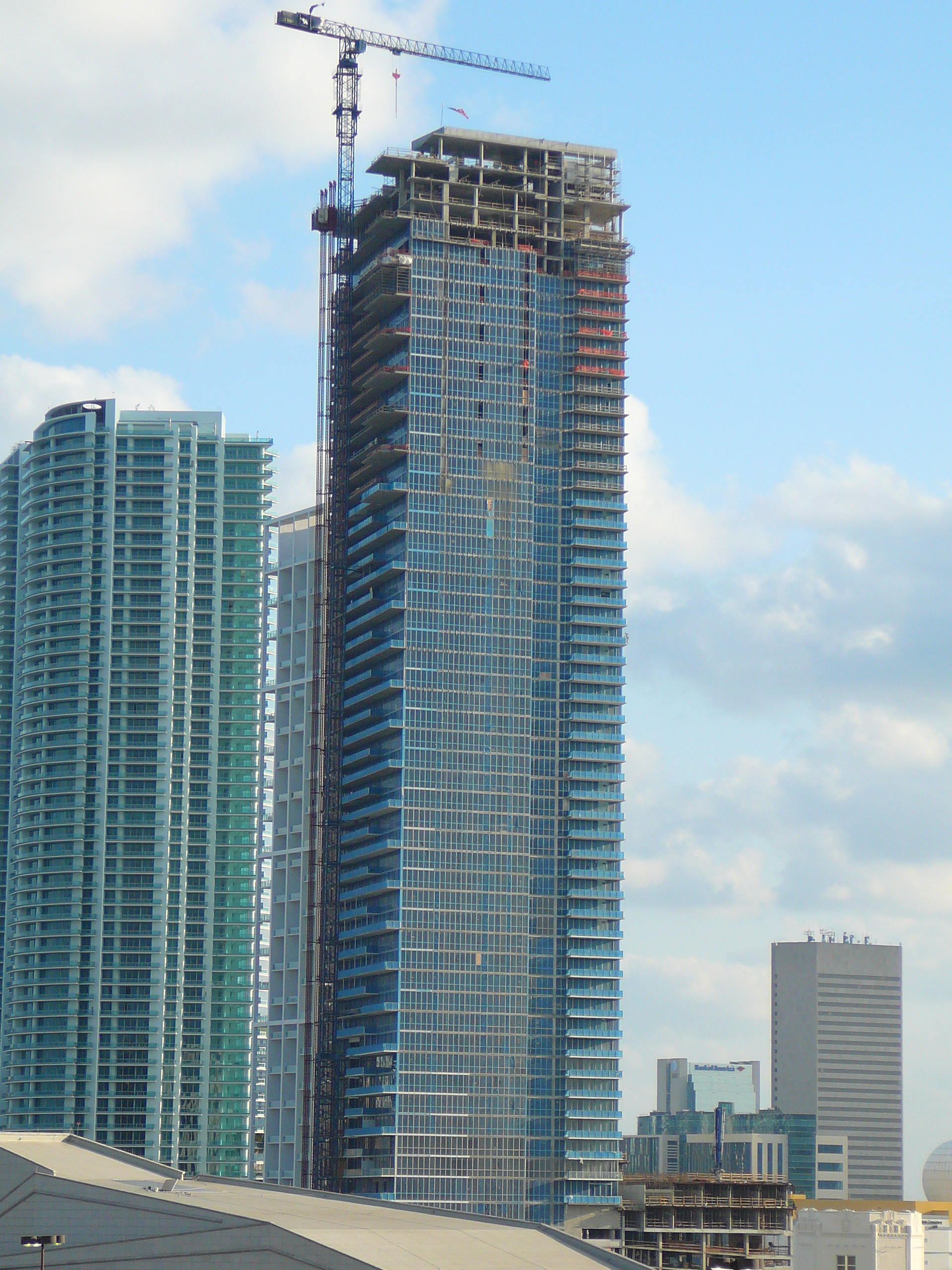
Marquis en mayo de 2008, ya coronado
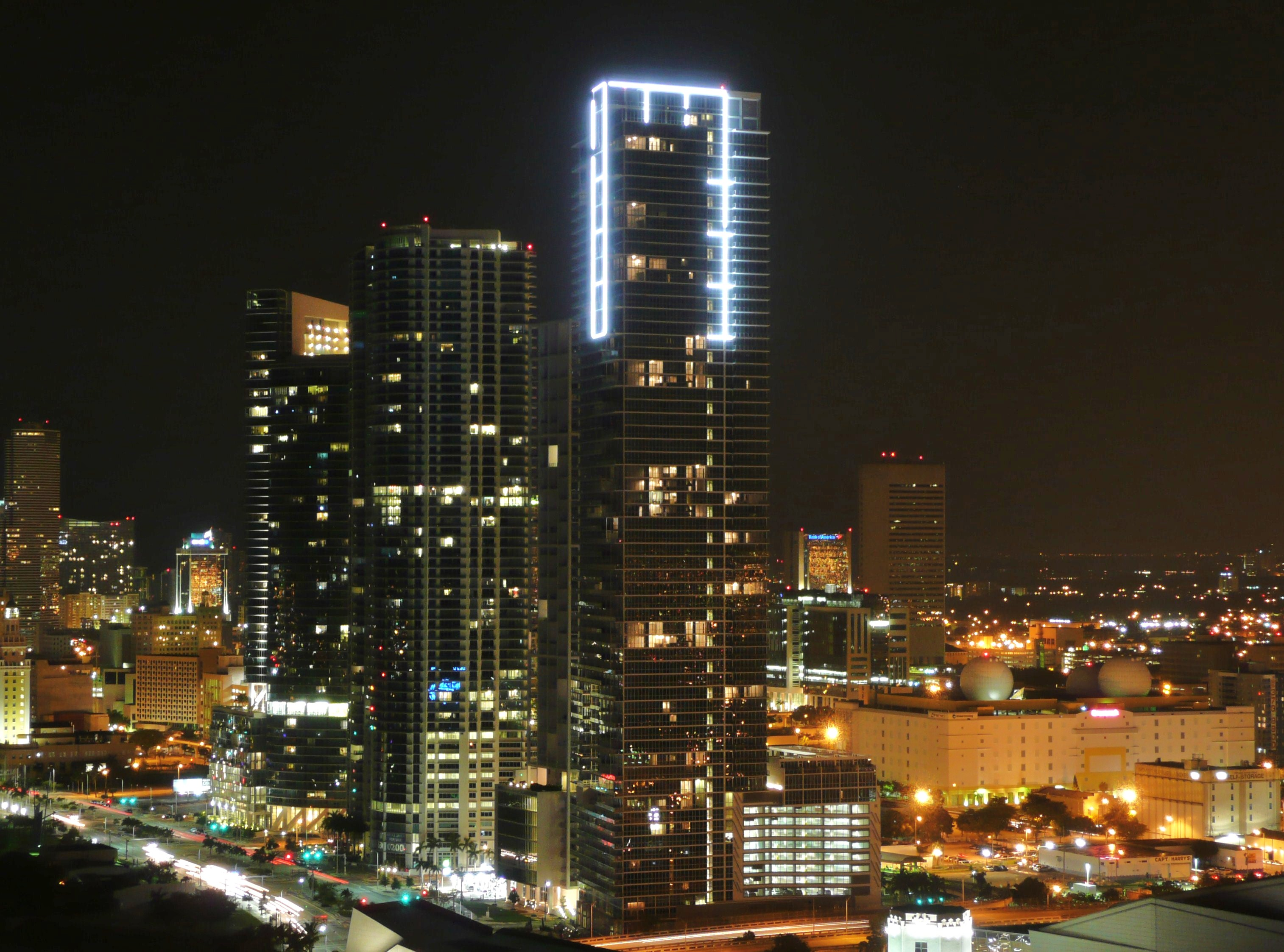
La torre por la noche
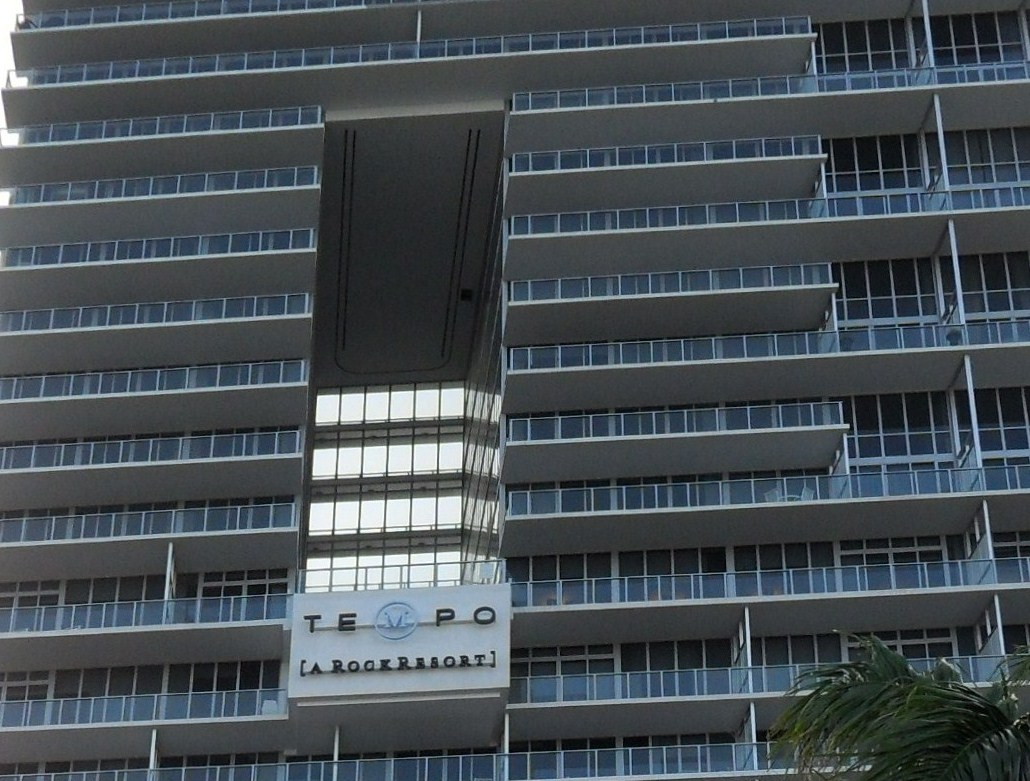
El agujero de Marquis Residences